# Ficus marquesensis
Ficus marquesensis är en mullbärsväxtart som beskrevs av Forest Brown. Ficus marquesensis ingår i släktet fikonsläktet, och familjen mullbärsväxter. Inga underarter finns listade i Catalogue of Life.